# Vizebürgermeister
Der Vizebürgermeister stellvertretender Bürgermeister ist der Stellvertreter das Oberhaupts der Verwaltung einer Gemeinde, Verbandsgemeinde oder Stadt.  

## Litauen
In Litauen ist der Vizebürgermeister (lit. mero pavaduotojas, umgangspr. vicemeras) zugleich ein Politiker und Beamter. Er fungiert als Bürgermeister (meras), wenn dieser seine Befugnisse nicht ausüben kann. Die Aufgaben werden vom Bürgermeister für die Amtszeit festgelegt. In jeder Gemeinde gibt es mindestens einen Vizebürgermeister. In den großen Gemeinden zwei (zum Beispiel, in Klaipėda) oder drei Vizebürgermeister (in Kaunas und Vilnius).

## Österreich
In jeder Gemeinde gibt es ein bis drei Vizebürgermeister, je nach Wahlergebnis und Gemeindegröße.

## Südtirol
In Südtirol wird der Vizebürgermeister als Stellvertreter des Bürgermeisters  vom Bürgermeister nominiert. In Orten mit mehr als 13.000 Einwohnern und in Zentren, in denen das von der Gemeindesatzung vorgesehen ist, darf der Vizebürgermeister nicht derselben Sprachgruppe wie der Bürgermeister angehören.